# Рафаель Каррера
Рафаель Каррера-і-Турсіос (ісп. Rafael Carrera y Turcios; 24 жовтня 1814 — 14 квітня 1865) — президент республіки Гватемала.

## Життєпис
Син індіанця, жорстокий, неосвічений і безграмотний; його ретроградне правління відзначалось релігійним фанатизмом та невпинним мілітаризмом.
Ставши непопулярним, відмовився від президентства й оселився у Мексиці, проте 1850 року знову був обраний на пост глави держави, а 1854 це звання було надано йому довічно.
Каррера переможно зруйнував спроби Гондурасу й Сальвадору, що мали на меті відновлення союзу Центральної Америки; 1863 року він навіть захопив столицю Сальвадору.